# Andronik Nikolsky
Andronik Nikolsky (1er août 1870 - 7 juillet 1918), né Vladimir Nikolsky, est un évêque et un saint de l'église orthodoxe de Russie. Il fut canonisé en 2000 en tant que Hiéromartyr Andronik, archévêque de Perm.

## Biographie
L'archevêque Andronik (Andronique) est né le 1er août 1870, sous le nom de Vladimir Nikolsky, dans le village de Povodnevo dans le diocèse de Iaroslavl. Son père était diacre de l'Église orthodoxe. Après avoir fini ses études au séminaire de Iaroslav en 1891, Andronik entra à l'académie slavo-gréco-latine de Moscou. Le 1er août 1893, il devint moine sous le nom religieux d'Andronik. Il fut ordonné diacre le 6 août de la même année. Le 22 juillet 1895, il fut ordonné prêtre.

## Église orthodoxe de Russie
En 1895, Andronik fut d'abord assigné au séminaire théologique de Koutaïssi de Géorgie, avant d'entrer au séminaire d'Ardon en tant qu'inspecteur et instructeur.

### Évêque de Kyoto
En 1897, Andronik fut assigné à la mission orthodoxe russe de l'empire du Japon afin d'aider l'évêque Nikolaï Kasatkine, (qui fut plus tard canonisé sous le nom de saint Nicolas du Japon ), dans son travail de missionnaire débuté en 1861. Le hiéromoine Andronik fut très surpris de cette affectation car il ne se sentait pas assez qualifié pour ce poste, mais il accepta finalement en se disant que c'était la volonté de Dieu. Le 21 décembre 1897, il partit de Saint-Pétersbourg et atteignit Odessa  le 26 octobre 1898 en compagnie de l'archimandrite Serge, futur Serge Ier de Moscou. Après avoir traversé les pays européens et les États-Unis, il arriva au Japon le 26 décembre 1898. Il publia un livre sur son voyage sous le titre d'Un voyage missionnaire vers le Japon (publié à Kazan en 1899).
Le 5 novembre 1906, Andronik fut consacré premier évêque de Kyoto, ville qui devint le siège du diocèse de l'Ouest du Japon de l'Église orthodoxe japonaise. Bien qu'Andronik soit évêque de Kyoto, il résidait en fait à Osaka, deuxième ville du Japon, où vivaient la plupart des orthodoxes du pays à l'époque. Après son arrivée dans cette ville, il tomba malade et eut du mal à assurer ses fonctions. Il essaya malgré tout pendant trois mois mais finit par demander la permission d'être relevé de ses fonctions et de quitter le pays du Soleil levant. Ainsi, le 27 mai 1907, il quitta le Japon et rentra en Russie où il devint, le 26 octobre, l'assistant de l'évêque Euloge de Kholme. En 1908, il devint évêque de Tikhvin, dans le diocèse de Novgorod.

### Évêque de Perm et de Solikamsk
Le 30 juillet 1914, Andronik devint Évêque de Perm et de Solikamsk, onze jours (19 juillet) après le début de la Première Guerre mondiale. 
Pendant l'été 1916, Andronik se rendit au quartier-général de l'armée impériale de Russie près de Saint-Pétersbourg, d'où le Tsar Nicolas II commandait son armée. Le but de ce voyage était de prévenir le Tsar du danger que représentait Raspoutine, mais le souverain ne le prit pas au sérieux. Il fut néanmoins ravi du cadeau que lui donna Andronik, une paire de bottes militaires fabriquées dans la province de Perm.

## La révolution bolchévique
En 1917, Andronik devint évêque de Perm et de Koungour, et devint en outre l'un des sept hiérarques au synode pré-conciliaire en préparation du Conseil local panrusse (qui rétablira le patriarcat de l'Église orthodoxe de Russie). Il s'investit beaucoup dans ce conseil d'août 1917 à avril 1918. Après la révolution bolchévique du 25 janvier 1917 et l'agitation qui s'ensuivit, Andronik appela les fidèles à défendre le patrimoine de l'Église contre les pilleurs qui étaient de plus en plus actifs. 
Andronik était un ferme partisan du Tsar. De son point de vue, c'était la volonté de Dieu qui voulait que le Tsar règne sur la Russie. Ainsi, la monarchie était le gouvernement approprié pour les croyants. Mais cela ne signifiait pas qu'il approuvait la tyrannie : le Tsar devait écouter son peuple et ils devaient vivre tous les deux en paix.
En février 1918, dans la région de Perm, les Bolchéviques commencèrent à piller les églises et les monastères. Quand la deuxième session du Conseil local panrusse se termina, Andronik retourna à Perm. Le patriarche Tikhon de Moscou l'éleva au rang d'archevêque le 25 avril, le dimanche des Rameaux. Le 16 avril, jeudi saint,[Ce passage est incohérent] les Bolchéviques fouillèrent son domicile. Andronik ne broncha pas et continua son travail de religieux pendant la semaine sainte et Pâques.
Les autorités bolchéviques augmentèrent la pression sur l'Église pendant les semaines suivantes. Andronik fut finalement arrêté le 4 juillet 1918 (17 juillet dans le calendrier grégorien) à minuit. En réponse, les membres du clergé de Perm se mirent en grève jusqu'au 13 juillet 1918 (26 juillet dans le calendrier grégorien), arrêtant tous leurs services dans la région, à l'exception des baptêmes et des derniers sacrements aux mourants. Néanmoins, le 7 juillet 1918, l'archevêque Andronik fut exécuté : on lui tira dessus avant de l'enterrer encore vivant.
En 2000, l'Église orthodoxe de Russie le canonisa et il devint le hiéromartyr Andronik, archevêque de Perm, l'un des nouveaux martyrs et confesseurs russes.